# Cegłów (powiat grodziski)
Cegłów – wieś w Polsce położona w województwie mazowieckim, w powiecie grodziskim, w gminie Baranów.
Wieś wchodzi w skład sołectwa Cegłów-Murowaniec.
| SIMC    | Nazwa   | Rodzaj    |
| ------- | ------- | --------- |
| 0722905 | Dorocin | część wsi |

W latach 1948–1975 miejscowość była siedzibą Gromadzkiej Rady Narodowej.
W latach 1975–1998 miejscowość należała administracyjnie do województwa skierniewickiego.
Znajduje się tu:
- Zabytkowy pałacyk z parkiem, który zbudował hrabia Piotr Łubieński ok. 1820 roku.
- Dwa sklepy spożywcze.
- Klub sportowy GKS Orion Cegłów,(boisko ligowe,dwa korty do tenisa).
- Gminne przedszkole.
- Gminne ujęcie wodociągowe w Cegłowie.
- Zakład Budowy Gazociągów.